# Dan Brown
Dan Brown (n. 22 iunie 1964 în Exeter, New Hampshire) este un autor american de thrillere detective de senzație, după ce a avut diverse ocupații (compozitor de cântece și profesor de limbă engleză, sau mai precis de simbologie). Brown este interesat de criptografie, chei și coduri, care sunt o temă recurentă în poveștile sale. Până în prezent, cărțile sale au fost traduse în peste 40 de limbi.

## Tinerețea
Dan Brown s-a născut și a fost crescut în Exeter, New Hampshire, S.U.A., cel mai mare dintre cei trei copii ai lui Constance (Connie) și Richard G. Brown. Mama sa era o muziciană profesionistă, cântând la orga bisericii, iar tatăl său era un remarcabil profesor de matematică, care edita manuale și preda matematici liceale la Academia Phillips Exeter (din 1968 până la pensionarea din 1997).
Academia Phillips Exeter este un pension exclusivist, care avea nevoie de profesori noi care să trăiască în campus pentru mai mulți ani, așa că Dan împreună cu fratele și sora sa au fost crescuți în școală. Mediul social la Exeter era în mare parte episcopal. Brown cânta în corul bisericii, participa la Școala de Duminică (Sunday School) și își petrecea verile în tabăra bisericii. Chiar și școlarizarea sa a fost la școala publică din Exeter până în clasa a noua, când s-a înscris la Phillips Exeter (clasa din 1982), așa cum au făcut și frații săi mai mici Valerie (1985) și Gregory (1993).

## Compozitor și cântăreț pop
După ce a absolvit cursurile Phillips Exeter în 1982, Brown a frecventat cursurile Colegiului Amherst, unde era un membru al frăției Psi Upsilon. Juca squash, cânta Clubul Coral Amherst și era un student al scriitorului Alan Lelchuk.
Brown a absolvit Amherst cu o dublă specializare, în Spaniolă și Engleză în 1986. Mai apoi a avut de-a face cu o carieră muzicală, creând efecte cu un sintetizator (instrument electric cu claviatură, comutatoare de filtre, posibilități de memorizare etc., având o largă paletă de timbre și sonorități, care este folosit în jazz – n.t.) și producând de unul singur o casetă pentru copii intitulată SynthAnimals, care includea o colecție de track-uri (cântece în format audio – n.t.), cum ar fi „Happy Frogs” (trad. Broaștele vesele) sau „Suzuki Elephants”; a vândut câteva sute de copii. Apoi și-a înființat propria casă de discuri, numită Dalliance, iar în 1990 a produs un CD intitulat Perspective, țintind publicul adult, care a avut de asemenea vânzări de câteva sute de copii. În 1991 s-a mutat la Hollywood pentru a-și urma cariera de cântăreț, compozitor și pianist. Pentru a se întreține, predă cursuri la Beverlz Hills Preparatory School.
Între timp, se alătură la Los Angeles Academiei Nationale de Compozitori și participă la multe dintre evenimentele organizate de aceasta. Acolo a cunoscut-o pe Blythe Newlon,  cu 12 ani mai în vârstă decât el, care era directorul Academiei pentru Dezvoltarea Artiștilor. Deși oficial nu făcea parte din slujba ei, a preluat aparent neobișnuita însărcinare de a-l ajuta pe Brown să-și promoveze proiectele; a scris declarații pentru presă, a organizat evenimente de promovare și l-a pus în contact cu oameni care îi puteau fi folositori în carieră. Ea și Brown au dezvoltat și o relație personală, deși acest lucru nu a fost cunoscut tuturor asociaților până în 1993, când 
Dan s-a mutat înapoi în New Hampshire și s-a aflat că Blythe va merge cu el. S-au căsătorit în anul 1997, la Pea Porridge Pond, o locație în apropiere de North Conway, New Hampshire. 
Pe lângă ajutorul oferit în cariera de cântăreț, Blythe a avut de asemenea o mare influență în cariera lui Dan ca autor, ajutându-l cu o mare parte din promovarea pe care o implicau cărțile sale. A fost co-autoare la ambele cărți “umoristice”, care erau scrise sub pseudonime, și există speculații privind participarea ei la alte cărți, de asemenea. În rubrica de mulțumiri de la “Conspirația” (Deception Point, 2001), Brown mulțumea “lui Blythe Brown pentru neobosita căutare și putere creativă.” 
În anul 1993, Brown a scos pe piață CD-ul auto-intitulat Dan Brown, care includea cântece precum “976-Love” și “If You Believe In Love”.

## Profesorul din New England
Dan și Blythe s-au mutat în orașul lui natal, New Hampshire, în 1993. Brown a devenit profesor de limba engleză la a sa „alma mater”, Phillips Exeter, și preda cursuri de limba spaniolă la clase de a șasea, a șaptea și a opta la Școala Lincoln Akerman, o școală mică cu aprox. 250 de elevi, în Hampton Falls.
În 1994, Brown a scos pe piață un CD intitulat Îngeri și Demoni. Ilustrația era aceeași ambigramă realizată de artistul John Langdon, pe care a folosit-o mai târziu pentru romanul cu același nume. Acest CD includea cântece precum „Here In These Fileds” și balada religioasă „All I Believe”.
Scriitorul notează din nou recunoștința adresată soției sale pentru implicare, mulțumindu-i „pentru că este neobositul meu coautor, coproducător, inginer secund, multe altele importante, și terapeut.” 
De asemenea, în 1994, în timp ce se afla în vacanță în Tahiti, a citit cartea „Conspirația” (The Doomsday Conspiracy) a lui Sidney Sheldon, și a decis că ar putea să o scrie mai bine. A început munca la Fortăreața Digitală, și a fost de asemenea co-autor la o carte cu umor alături de soția sa: 187 Bărbați de evitat: Un Ghid pentru Femeia Frustrată Romantic (187 Men to Avoid: A Guide for the Romantically Frustrated Woman), sub pseudonimul Danielle Brown (unul dintre cele 187 criterii din carte se referea la bărbații care scriu cărți de autoajutorare pentru femei). În profilul autorului, scris pe carte, spune că „Danielle Brown locuiește actualmente în New England: preda la școală, scrie cărți și evită bărbații”. Drepturile de autor aparțin, oricum, lui Dan Brown. A vândut câteva mii de copii înainte să iasă din stocuri.

## Autor
În 1996, Brown a renunțat la catedră pentru a deveni scriitor cu normă întreagă. Fortăreața Digitală a fost publicată în 1998. Blythe s-a ocupat mult de promovarea cărții, a scris declarații pentru presă, i-a stabilit  întâlniri pentru talk-show-uri și a aranjat întâlniri cu presa. Câteva luni mai târziu, Brown și soția sa au publicat „Cartea Cheală” (The Bald Book), o altă carte de umor. A fost oficial recunoscută ca  fiind a soției sale, deși un reprezentant al editorului a spus că această carte a fost scrisă în primul rând de Brown.
Primele trei romane ale lui Brown au avut puțin succes, cu mai puțin de 10.000 de copii fiecare, dar cel de-al patrulea, Codul lui Da Vinci, a devenit un besteseller răsunător, intrând în topul de la New York Times Best Seller list în prima săptămână după ce a fost publicată, în 2003. Acum, este considerată ca fiind una dintre cele mai cunoscute/populare cărți din toate timpurile, cu 60,5 milioane copii vândute în toată lumea până în anul 2006. Succesul acesteia a ajutat la creșterea vânzărilor cărților lui Brown publicate înainte de aceasta. În 2004, toate cele patru romane erau în New York Times list în aceeași săptămână, iar în 2005, se afla printre cei mai influenți 100 de oameni ai anului, în topul realizat de revista Times. Revista Forbes l-a plasat pe Dan Brown pe locul 12 în lista „Celebrity 100” din 2005 și a estimat venitul său anual la 76,5 milioane $. The Times a estimat venitul din vânzarea cărții „Codul lui Da Vinci” la 250 milioane $.
În octombrie 2004, Brown și frații săi au donat 2,2 milioane $ Academiei Phillips Exeter în memoria tatălui lor, pentru a înființa „Richard G. Brown Technology Endowment”, pentru a le furniza calculatoare și echipamente de ultimă generație studenților cu necesități.	
În 2006, s-a făcut un film după romanul „Codul lui Da Vinci”, realizat de Columbia Pictures și de regizorul Ron Howard. În film apăreau Tom Hanks în rolul lui Robert Langdon, Audrey Tautou ca și Sophie Neveu și Sir Ian McKellen în rolul lui Leigh Teabing. A fost considerat unul dintre cele mai anticipate filme ale anului și  fost folosit în deschiderea Festivalului de Film de la Cannes din 2006, deși primise per total recenzii nesatisfăcătoare. Filmul a adus câștiguri de 750 milioane $. 
Brown apare ca unul dintre producătorii executivi ai filmului „Codul lui Da Vinci” și a creat de asemenea coduri suplimentare pentru film. Una dintre piesele lui, „Piano”, pe care Brown a scris-o și a cântat-o, apare ca parte din coloana sonoră a filmului.
In anul 2006 , Dan Brown lansează un al doilea bestseller Îngeri și demoni. Scenarista Akiva Goldsman a fost delegată să adapteze Îngeri și demoni. Filmul a apărut in anul 2009.
Tot în anul 2009, Dan Brown lansează si al treilea bestseller Simbolul Pierdut. In 2012 a apărut și un film după această carte.

## Dan Brown în România
Editura RAO este inițiatoarea „Fenomenului Dan Brown” în România și a publicat seria completă de romane aparținând autorului: „Codul lui Da Vinci”, „Fortăreața digitală”, „Îngeri și demoni”, “Conspirația” , „Simbolul pierdut” , " Inferno ", " Origini".

## Procesul de încălcare a dreptului de autor
În 28 martie 2007, Brown a câștigat procesul de încălcare a drepturilor de autor. Curtea de Instanță a Marii Britanii a respins eforturile a doi autori care pretindeau că Brown le furase ideile pentru „Codul lui Da Vinci”. Baigent și Leigh, care au scris „Sângele Sfânt și Sfântul Graal”, au susținut că Brown ar fi furat elemente semnificative din cartea lor. Ambele sunt bazate pe teoria că Iisus și Maria Magdalena au fost căsătoriți și au avut un copil, precum și că linia de sânge încă mai continuă și azi. Baigent și Leigh sunt obligați să plătească cheltuieli de judecată de aproape 6 milioane de dolari.
Jack Dunn, care a scris la Vatican Boys a dat în judecată Dan Brown de două ori în SUA și acum în 2017 la Londra, susținând că este o fraudă și a copiat povestea în cartea sa pentru a produce codul lui Da Vinci și Angels & Demons.

## Realizări

### Discografie
- SynthAnimals, album pentru copii.
- Perspective, 1990, Dalliance. CD muzical.
- Dan Brown, 1993, DBG Records (include piesele „976-Love” și „If You Believe in Love”).
- Angels & Demons, 1994, DBG Records (include piesele „Here in these Fields” și „All I Believe”).
- Musica Animalia, 2003, un CD de caritate pentru organizația Families First.

##### Cărți de umor
- 187 Men to Avoid: A Survival Guide for the Romantically Frustrated Woman, 1995, Berkley Publishing Group (soția sa a fost co-autoare, sub pseudonimul Danielle Brown). A fost programat pentru reeditare în august 2006.[5]
- The Bald Book, scrisă împreună cu soția sa, Blythe.[6]

##### Romane
- Fortăreața digitală, 1998.[7]
- Îngeri și demoni, 2000.[8]

- Îngeri și Demoni, Ediție Specială Ilustrată, 2005, Atria.

- Conspirația, 2001.[10]
- Codul lui Da Vinci, 2003.[11]

- Codul lui Da Vinci, Ediție Specială Ilustrată, 2004, Doubleday.

- Simbolul pierdut, 2009.
- Inferno, 2013.
- Origini,2017

### Filmografie/Ecranizări
- Codul lui Da Vinci, 2006 (Brown apare ca producător executiv).
- Îngeri și demoni, data oficială a lansării în România - 15 mai 2009.
- Inferno, apărut în anul 2016

## Proiecte de viitor
Site-ul de promovare a lui Dan Brown afirmă că puzzle-urile ascunse în postfața cărții „Codul lui Da Vinci” (incluzând două referiri la sculptura Kryptos de la cartierul general al CIA din Langley, Virginia), dau indicii despre subiectul acestui roman. Acesta repetă o temă din o parte a muncii lui Brown de dinainte. De exemplu, un puzzle la sfârșitul cărții „Conspirația” decriptează spre mesajul „Codul lui Da Vinci va ieși la suprafață”. 
El spune că are în prezent schițele a cel puțin 12 cărți pentru viitor, dintre care una implică relațiile reale ale unui faimos compozitor cu o societate secretă. Speculația este că s-ar putea referi la Wolfgang Amadeus Mozart, care era de asemenea membru al Masoneriei. 
Cartea care pretinde că dezvăluie secretele noului roman, ca de exemplu „Secrets of the Widow’s Son” (rom.: Secretele fiului văduvei), se descrie ca fiind un „ghid în teren al exploratorului”. De asemenea, „The Guide to Dan Brown’s The Solomon Key” indică faptul că această carte va explora probabil frăția Skull and Bones (rom.: Cranii și Oase) de la Yale, căreia i-au aparținut George Bush și John Kerry.